# Хуторы (Староконстантиновский район)
Хуторы (укр. Хутори) — село в Староконстантиновском районе Хмельницкой области Украины.
Население по переписи 2001 года составляло 231 человек. Почтовый индекс — 31127. Телефонный код — 3854. Занимает площадь 0,952 км². Код КОАТУУ — 6824283205.